# Edifici al carrer Major, 11 (Reus)
L'Edifici al carrer Major, 11 és un edifici del municipi de Reus (Baix Camp) inclòs en l'Inventari del Patrimoni Arquitectònic de Catalunya com a Bé Cultural d'Interès Local.

## Descripció
És un edifici cantoner de planta baixa i dos pisos. Fa cantonada amb el carrer de la Concepció, carrer que té molta més façana de l'edifici que la que hi ha al carrer Major. Només hi ha balcons al primer pis que segueixen la corba de la façana. En aquesta planta també hi ha tres finestres. Al segon pis hi ha cinc finestres individuals i a la cantonada hi ha un conjunt de sis finestres, tres d'elles cegues, emmarcades i formant un tot. Totes les obertures estan emmarcades en obra vista. Es va construir en la postguerra, en un solar que tenia un edifici enderrocat pels bombardejos franquistes. L'edifici enderrocat havia estat la Impremta de Francesc Roca instal·lada allí l'any 1809.

## Història
L'edifici es va construir l'any 1941, amb un projecte de Joan Llevat. Només tenia planta baixa i un pis. La planta baixa l'ocupava un local comercial i al pis hi havia dos habitatges amb entrada pel carrer Major. L'any 1951 s'hi va afegir una segona planta, que va dur a terme l'arquitecte Francesc Adell, respectuós amb el projecte original, ja que va repetir el conjunt d'obertures de la planta inferior, emmarcades també amb el mateix model de maons.